# Xenylla collis
Xenylla collis är en urinsektsart som beskrevs av Christine D. Bacon 1914. Xenylla collis ingår i släktet Xenylla och familjen Hypogastruridae. Inga underarter finns listade i Catalogue of Life.